# Tim Wellens
Tim Wellens (Sint-Truiden, 10 maggio 1991) è un ciclista su strada belga che corre per l'UAE Team Emirates XRG.
Scalatore, professionista dal 2012, in carriera ha vinto due Eneco Tour, un Tour de Pologne, due tappe al Giro d'Italia, due alla Vuelta a España e una al Tour de France.

## Carriera

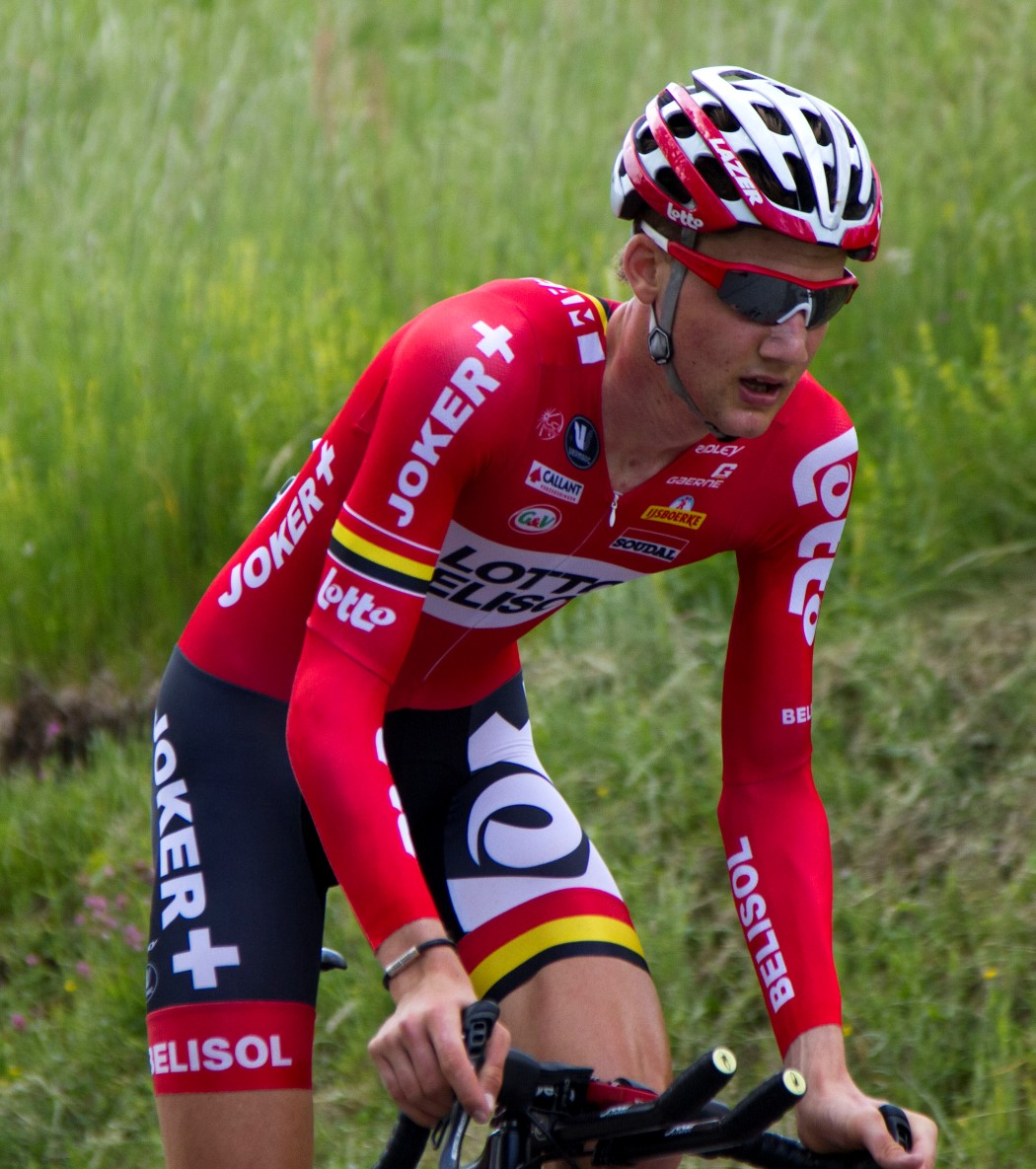
Tim Wellens in azione durante il Giro d'Italia 2014.

Wellens passa professionista nel luglio 2012 con il team Lotto-Belisol. Nel 2014 vince una tappa e la classifica finale dell'Eneco Tour, mentre nel 2015 si aggiudica una frazione e la classifica finale dell'Eneco Tour e il Grand Prix Cycliste de Montréal.
Nel 2016, ancora in maglia Lotto, vince l'ultima, impegnativa, tappa della Parigi-Nizza battendo in volata Alberto Contador e Richie Porte e poi si piazza decimo all'Amstel Gold Race. Successivamente partecipa al Giro d'Italia imponendosi nella tappa con arrivo in salita a Roccaraso: nell'occasione va in fuga e poi contiene agevolmente la reazione dei migliori della classifica. A luglio vince la quinta tappa del Tour de Pologne a Zakopane, sotto un diluvio di pioggia battente, con ben 3'48" sul secondo classificato, Davide Formolo. Si aggiudica quindi sia la classifica finale che quella di miglior scalatore della corsa polacca.
Inizia molto bene il 2017 vincendo due prove consecutive della Challenge de Mallorca: la prima, il Trofeo Serra de Tramuntana, per distacco, la seconda, il Trofeo Andratx, battendo in una volata a tre Alejandro Valverde e Tiesj Benoot. Successivamente corre la Vuelta a Andalucia, e dopo un settimo posto a cronometro entra nella fuga vincente dell'ultima tappa vincendo poi la volata a sei sul traguardo di Coín. Dopo le corse spagnole conclude terzo nella Strade Bianche e quarto alla Freccia del Brabante. Dopo essersi ritirato al Tour de France vince una tappa e si classifica secondo al BinckBank Tour alle spalle di Tom Dumoulin. Nel finale di stagione si impone per distacco al Grand Prix de Wallonie e poi vince una tappa e la classifica finale del Tour of Guangxi, riuscendo così a conquistare una breve gara a tappe di World Tour per il quarto anno consecutivo.
Nella primavera 2018 vince il suo secondo Trofeo Serra de Tramuntana, una tappa e la classifica finale della Vuelta a Andalucía, la classifica a punti della Parigi-Nizza (che conclude in quinta posizione), e la Freccia del Brabante. Dopo aver vinto la frazione del Giro d'Italia con arrivo a Caltagirone, nel mese di agosto si impone in una tappa e nella classifica finale del Giro di Vallonia, e si piazza terzo al BinckBank Tour. Conclude la stagione con il quinto posto al Giro di Lombardia.

## Palmarès
- 2009 (Juniores)

Classique des Alpes juniors
4ª tappa Liège-La Gleize (La Gleize > La Gleize)
1ª tappa Kroz Istru (Pola > Buie)
- 2014 (Lotto-Belisol, due vittorie)

6ª tappa Eneco Tour (Heerlen > Aywaille)
Classifica generale Eneco Tour
- 2015 (Lotto-Soudal, tre vittorie)

6ª tappa Eneco Tour (Heerlen > Houffalize)
Classifica generale Eneco Tour
Grand Prix Cycliste de Montréal
- 2016 (Lotto-Soudal, quattro vittorie)

7ª tappa Parigi-Nizza (Nizza > Nizza)
6ª tappa Giro d'Italia (Ponte > Roccaraso/Aremogna)
5ª tappa Tour de Pologne (Wieliczka > Zakopane)
Classifica generale Tour de Pologne
- 2017 (Lotto-Soudal, sette vittorie)

Trofeo Serra de Tramuntana
Trofeo Andratx-Mirador d'Es Colomer
5ª tappa Vuelta a Andalucía (Setenil de las Bodegas > Coín)
1ª tappa BinckBank Tour (Riemst > Houffalize)
Grand Prix de Wallonie
4ª tappa Tour of Guangxi (Nanning > Mashan Nongla Scenic Spot)
Classifica generale Tour of Guangxi
- 2018 (Lotto-Soudal, sette vittorie)

Trofeo Serra de Tramuntana
4ª tappa Vuelta a Andalucía (Siviglia > Alcalá de los Gazules)
Classifica generale Vuelta a Andalucía
Freccia del Brabante
4ª tappa Giro d'Italia (Catania > Caltagirone)
2ª tappa Tour de Wallonie (Villers-La-Ville > Namur)
Classifica generale Tour de Wallonie
- 2019 (Lotto Soudal, cinque vittorie)

Trofeo de Tramuntana
1ª tappa Vuelta a Andalucía (Sanlúcar de Barramed > Alcalá de los Gazules)
3ª tappa Vuelta a Andalucía (Mancha Real > La Guardia de Jaén cronometro)
3ª tappa Giro del Belgio (Grimbergen > Grimbergen, cronometro)
4ª tappa BinckBank Tour (Houffalize > Houffalize)
- 2020 (Lotto Soudal, due vittorie)

5ª tappa Vuelta a España (Huesca > Sabiñánigo)
14ª tappa Vuelta a España (Lugo > Ourense)
- 2021 (Lotto Soudal, due vittorie)

3ª tappa Étoile de Bessèges (Bessèges > Bessèges)
Classifica generale Étoile de Bessèges
- 2022 (Lotto Soudal, due vittorie)

Trofeo Serra de Tramuntana
2ª tappa Tour des Alpes-Maritimes et du Var (Puget-Théniers > La Turbie)
- 2023 (UAE Team Emirates, due vittorie)

3ª tappa Vuelta a Andalucía (Alcalá de Guadaíra > Alcalá de los Gazules)
Classifica generale Renewi Tour
- 2024 (UAE Team Emirates, tre vittorie)

Campionati belgi, Prova a cronometro
2ª tappa Giro di Polonia (Mysłakowice > Karpacz, cronometro)
Classifica generale Renewi Tour
- 2025 (UAE Team Emirates XRG, due vittorie)

Campionati belgi, Prova in linea
15ª tappa Tour de France (Muret > Carcassonne)

### Altri successi
- 2012 (Lotto-Belisol U23)

Classifica giovani Circuit des Ardennes
- 2016 (Lotto-Soudal)

Classifica scalatori Tour de Pologne
Classifica sprint Tour de Pologne
- 2018 (Lotto-Soudal)

Classifica a punti Parigi-Nizza
- 2019 (Lotto-Soudal)

Classifica a punti Vuelta a Andalucía

## Piazzamenti

### Grandi Giri
- Giro d'Italia

2014: 54º
2016: 96º
2018: non partito (14ª tappa)
- Tour de France

2015: 129º
2017: ritirato
2019: 94º
2022: non partito (17ª tappa)
2024: 80º
2025: 37º
- Vuelta a España

2020: 77º

### Classiche monumento
- Milano-Sanremo

2015: 15º
2017: 18º
2021: 77º
2023: 67º
2024: 56º
2025: 106º
- Giro delle Fiandre

2019: 34º
2020: ritirato
2021: 25º
2022: 43º
2023: ritirato
2024: 12º
2025: ritirato
- Parigi-Roubaix

2024: 15º
2025: ritirato
- Liegi-Bastogne-Liegi

2013: ritirato
2014: 43º
2015: 93º
2016: 48º
2017: 35º
2018: 16º
2019: 11º
2020: 33º
2021: 24º
2022: 85º
- Giro di Lombardia

2012: 50º
2014: 4º
2015: 71º
2016: ritirato
2017: 20º
2018: 5º
2019: 29º
2020: fuori tempo massimo
2021: 82º
2022: 58º

### Competizioni mondiali
- Campionati del mondo

Mosca 2009 - In linea Juniores: 30º
Ponferrada 2014 - In linea Elite: ritirato
Richmond 2015 - Cronosquadre: 7º
Bergen 2017 - In linea Elite: 110º
Innsbruck 2018 - In linea Elite: 68º
Yorkshire 2019 - In linea Elite: 35º
Imola 2020 - In linea Elite: 39º
Zurigo 2024 - In linea Elite: ritirato
- Giochi olimpici

Rio de Janeiro 2016 - In linea: ritirato
Rio de Janeiro 2016 - Cronometro: 20º

### Competizioni europee
- Campionati europei

Offida 2011 - In linea Under-23: ritirato